# 오슈총봉행
오슈총봉행(일본어: 奧州總奉行/奧州惣奉行 오우슈우소우부교우[*])은 분지(文治) 5년(1189년) 9월 22일에 미나모토노 요리토모(源頼朝)가 같은 해에 있었던 오슈 전투(奥州合戦)의 전후 처리를 위해 임명한 임시직이다. 슈고(守護)에 상당하는 직제였던 것으로 보이나 불분명한 점도 많다. 오슈 전투에 공을 세운 시모사국(下總國) 사람 가사이 기요시게(葛西淸重)가 임명되었는데, 호조 도키마사(北条時政)에 의해 문필 능력을 인정받고 그 천거로 고케닌(御家人)이 되었던 교토(京都) 출신의 이자와 이에카게(伊澤家景)도 으레 「오슈 총봉행」의 한 사람으로 간주되기도 한다.

## 개요
분지 원년(1185년)에 나가토(長門)의 단노우라(壇ノ浦)에서 헤이케(平家)를 멸망시킨 겐지의 수장 미나모토노 요리토모는 동생 미나모토노 요시쓰네(源義経)와 대립하게 되고, 도망친 요시쓰네를 받아주고 숨겨주었다는 것을 트집잡아 분지 5년(1189년) 7월부터 9월에 걸쳐 지금의 이와테현(岩手県) 히라이즈미정(平泉町)인 히라이즈미(平泉)를 거점으로 하던 오슈 후지와라 씨(奥州藤原氏)를 쳐서 멸망시켰다(오슈 전투).

### 히라이즈미 군(平泉郡)의 내검비위소관령(内検非違所管領) 가사이 기요시게
《아즈마카가미(吾妻鏡)》에 따르면 오슈 전투 직후인 분지 5년 9월 22일, "무쓰국(陸奥国)의 고케닌의 일은 가사이 기요시게가 받들어 행할(奉行) 것이며, 참사(参仕)들은 기요시게를 따라 자세한 것을 아뢰라"고 명하고 있다. 이것이 사료상 「오슈 봉행(奥州奉行)」이 나온 첫 사례다. 또한 요리토모는 큰 공을 세운 가사이 기요시게에게 「히라이즈미 군 내검비위소(平泉郡內檢非違所)」의 간레이(管領)직을 맡기며 "(이와이磐井) 군내의 여러 사람들의 방자한 행동을 그치게 하고 그 죄과를 규탄하라"는 명령을 내렸다. 그러한 간레이로서의 권한은 히라이즈미 군의 검비위소를 중심으로 오슈에 영지를 하사받은 무사들 전체에 대한 검단권(경찰 및 재판권)으로 간주되며, 슈고가 설치되지 않은 무쓰 국에서는 슈고와 유사한 직권으로 여겨진다. 《아즈마카가미》 같은 해 10월 26일조에는 기요시게가 '별도의 명령'에 따라 오슈의 여러 조목들을 지시하고 진정하기 위해서 그대로 현지에 머무른다는 기재가 있어, 이 검단자에 대한 임명이 즉 오슈총봉행의 임명으로 간주되고 있다.
분지 5년 11월 8일조에는, 가사이 기요시게에게 '오슈에서 할 일'에 대한 명이 내려지고 있는데, 오슈의 전국 각지에 "불온한 움직임"이 있어 다수의 병력이 체류하고 있고 백성들이 편안해하지 못하고 있으니 빈민 구제를 위한 대책을 세울 것과 더불어, 히타치국에 사는 죽은 사타케 타로(佐竹太郞)의 아들들이 후지와라노 야스히라(藤原泰衡)의 잔당들과 모반을 꾀하고 있으니 잡으러 나설 것, 즉 모반자 추포에 관한 것이었다.

### 유수직(留守職) 이자와 이에카게
이듬해인 분지 6년(1190년) 3월에는 관료형 고케닌이었던 이자와 이에카게가 무쓰 국의 유수(留守)직에 임명되었는데, 지금의 일본 미야기현(宮城県) 다가조시(多賀城市)에 해당하는 미야기군(宮城郡)의 다가노 고쿠후(多賀国府)에 부임하여 오슈에 머무르다가 권농(勸農)이나 「백성들의 소송」을 받고 국무에 따르지 않는 자들에 대한 단속 등을 행하게 된다. 이것은 종래 히라이즈미의 오슈 후지와라 씨가 행하던 무쓰 고쿠후(国府)의 재청(在庁) 지배권을 요리토모 정권이 이어받은 것에 대한 표현이었지만, 지난 12월에 데와국(出羽国)의 북부(지금의 아키타현秋田県 지방)에서 일어나 진압하는 데 3개월이 소모되었던 오카와 가네토(大河兼任)의 난에서는 무쓰 국 유수소(留守所)의 장관(본유수本留守 ・ 신유수新留守)이 동시에 오오카와 가네토에게 가담했었고 그와 관련한 유수직 교체의 목적도 있었다.
이에카게의 유수직 임명 또한 오슈 총봉행 임명으로 간주되기도 한다. 사료에는 「오슈(奧州)와 우슈(羽州) 땅 아래의 간레이(管領)」 라고까지 불릴 권익이 요리토모에게 주어져 있었고 이로서 막부는 기존의 지행국주(知行国主)나 조정의 지방관인 가미(守)와는 별개로 고쿠가 기구를 움직여 두 구니의 행정권을 짊어질 근거를 획득했을 것이다. 이에카게는 「가마쿠라도노(鎌倉殿)」의 뜻에 따라 무쓰 고쿠가를 통제하고 국무 전반을 결정할 권한이 주어졌는데, 겐큐(建久) 연간(1190년~1198년)부터는 미야기 군의 이와기리(岩切), 지금의 센다이시(仙台市)에 이와기리 성(岩切城)을 쌓고 유슈 씨(留守氏)를 칭하기에 이르렀다. 이자와 씨의 유수직 권한은 13세기 중반까지 인정되었지만 무쓰의 막부 지행국제가 시작되면서 소멸했다.

### 「오슈 총봉행」의 내실
이렇듯 오슈 총봉행은 오슈캇센의 전후처리를 계기로 설치된 것이지만, 겐큐 2년(1191년) 정월 15일의 가마쿠라 막부(鎌倉幕府)의 직제에도 기재되지 않았을 뿐더러 그 뒤로도 큰 직권을 가진 '오슈봉행'의 존재는 확인되지 않는다.
이자와 이에카게는 겐큐 4년(1193년), 쇼군(將軍) 요리토모에게 헌상된 아와지국(淡路国)에서 난 「아홉 개의 다리가 달린 희한한 말」을 쓰가루(津經)의 소토가하마(外ヶ浜) 땅에 풀어놓았고 이듬해 6월에 교토에서 가마쿠라로 압송된 죄수 몇 명을 북쪽으로 유배하는 등의 일 처리를 행하고 있는데 이것은 모두 요리토모의 명에 따른 것이었다. 겐큐 6년(1195년), 이에카게는 가사이 기요시게와 함께 히라이즈미 사탑(寺塔) 수리와 후지와라노 히데히라(藤原秀衡)의 미망인 보호를 명받고 있어, 《아즈마카가미》 겐큐 6년 9월 3일조 및 9월 29일조에는 이에카게・기요시게 두 사람이 이 임무를 맡은 것은 「오슈 총봉행으로서이다」라고 되어 있다. 다만 이것은 가사이 씨의 「오슈 총봉행」로서의 활동을 기록한 유일한 문헌 자료이고, 가네토의 난 이전의 가사이 씨의 지위를 확실하게 「오슈 총봉행」로 기재한 자료는 존재하지 않으며, 다만 이자와・가사이 두 집안이 어떤 단계에서 그들의 역할에 대한 약칭으로서 처음 「오슈 총봉행」라 불리게 되었을 가능성은 있다. 또한 가사이 씨의 자손이 조상의 명예를 자랑하고 띄워주기 위한 것이 아닐까 추정하기도 한다.
어쨌든 가사이 씨는 히라이즈미, 이자와(유수)씨는 다가 성에 존재하던 기존의 권력 관계를 통해 현지 지배를 진행시켜 나간 것으로 보인다. 히라이즈미와 다가 성 두 곳은 특히 가마쿠라 시대 초기의 오슈에 있어 지극히 중요한 역할을 한 것이다.